# Johann Eustach von Westernach
 (mai 2018).
Si vous disposez d'ouvrages ou d'articles de référence ou si vous connaissez des sites web de qualité traitant du thème abordé ici, merci de compléter l'article en donnant les références utiles à sa vérifiabilité et en les liant à la section « Notes et références ».
Johann Eustach von Westernach (16 décembre 1545-25 octobre 1627) était le 44e grand maître de l'ordre Teutonique 1625 à 1627.